# Dwergstipspanner
De dwergstipspanner (Idaea fuscovenosa) is een nachtvlinder uit de familie Geometridae (spanners). De voorvleugellengte bedraagt tussen de 9 en 11 millimeter. De soort komt verspreid over Europa en het Nabije Oosten voor. Hij overwintert als rups.

## Waardplanten
De dwergstipspanner heeft als waardplanten mossen, maar de rups leeft ook van afgevallen blad.

## Voorkomen in Nederland en België
De dwergstipspanner is in Nederland een algemene en in België een vrij algemene soort, die verspreid over het hele gebied kan worden gezien. Alleen in de noordelijke provincies van Nederland wordt de soort weinig gezien. De vlinder kent jaarlijks één generatie die vliegt van juni tot in augustus.